# Hypsioma robusta
Hypsioma robusta là một loài bọ cánh cứng trong họ Cerambycidae.